# Solanum pseudosycophanta
Solanum pseudosycophanta ist eine Pflanzenart aus der Familie der Nachtschattengewächse (Solanaceae). Sie wurde 2010 erstbeschrieben und ist im südlichen Ecuador und dem nördlichen Peru heimisch.

## Beschreibung

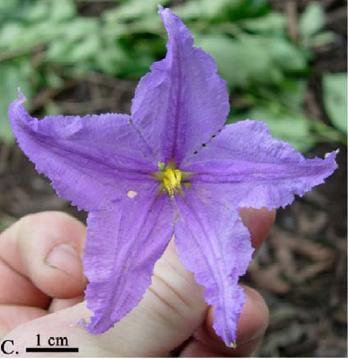
Männliche Blüte

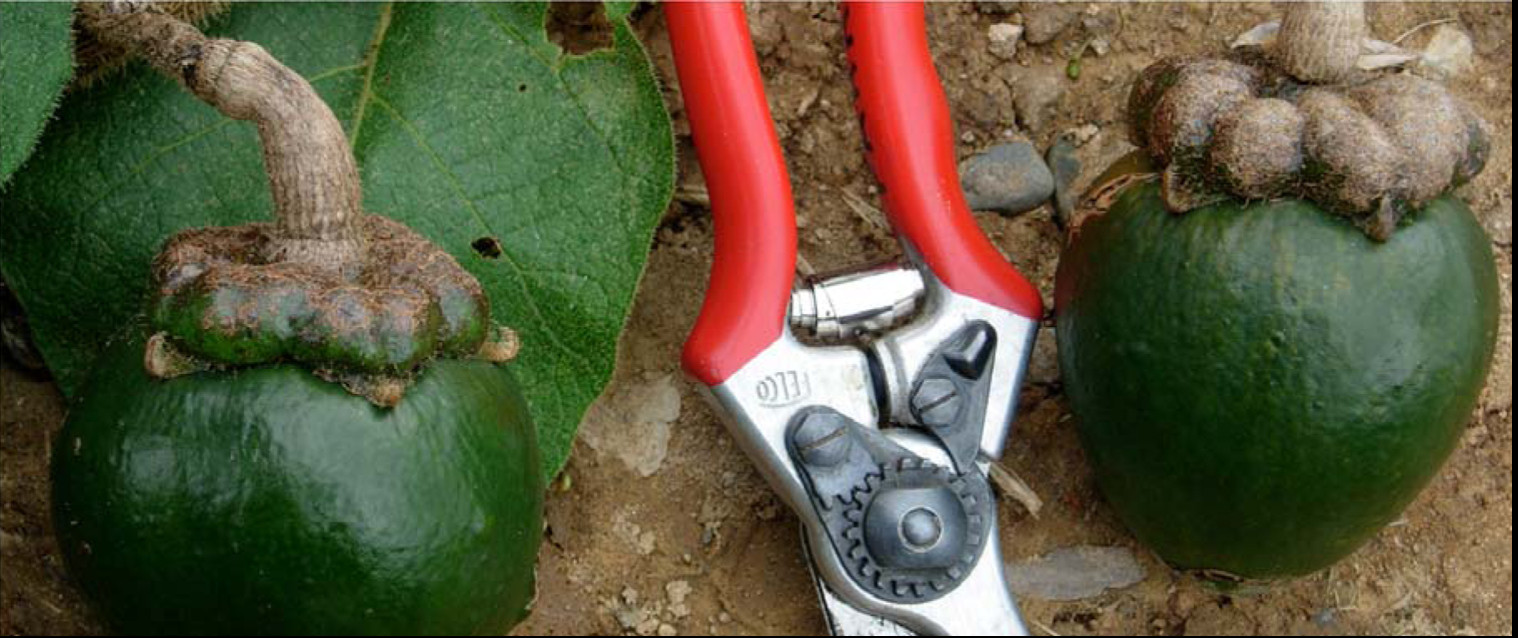
Reife Beeren

Solanum pseudosycophanta wächst als Baum der Wuchshöhen von 5 bis 30 Metern und Brusthöhendurchmesser von 7 bis 40 Zentimetern erreichen kann. Der Stamm ist mit spitzen Stacheln mit breiter Basis besetzt. Die flach gefurchte, dünne Borke ist hellbraun bis rötlich gefärbt. Blütentragende Äste sind spärlich bis dicht mit verzweigt-sternförmigen, rötlich hellbraunen Trichomen besetzt und häufig unbewehrt.
Die sympodialen Einheiten beinhalten zwei paarig angeordnete Laubblätter. Die einfachen Blätter werden zwischen 10 und 50 Zentimeter lang und zwischen 7 und 30 oder mehr Zentimeter breit. Die papierartige Blattspreite ist elliptisch über eiförmig bis lanzettlich geformt. Ihre Basis ist abgeschrägt oder herzförmig, die Spitze spitz zulaufend und ihre Blattränder sind ganzrandig oder leicht gelappt. Die Blattlappen haben eine breit abgerundete oder spitz zulaufende Spitze. Die dunkelgrüne Blattoberseite ist mäßig dicht mit einfachen und mit verzweigt-sternförmigen Trichomen besetzt. Die Trichome werden 0,5 bis 5 Millimeter lang. Die hellgrüne bis weißlich oder gelblich grüne Blattunterseite ist dicht mit weißlich gelben, sternförmigen Trichomen besetzt, welche 1 bis 1,5 Millimeter lang werden. Von der Blattachse gehen sechs bis acht Paare an unbewehrten Blattadern ab. Der Blattstiel wird 5 bis 9 Zentimeter lang und ist dicht mit Trichomen besetzt, welche denen des Stammes ähneln.
Die Blütenstände werden 2 bis 10 Zentimeter lang und sind verzweigt. Jeder der Blütenstände besteht aus zehn oder mehr Blüten. Die Art ist andromonözisch, und man findet eine oder wenige zwittrige Blüten an der Basis des Blütenstandes. Der Blütenstand ist dicht mit sternförmigen Trichomen behaart, welche denen des Stammes ähneln und ist nicht bewehrt. Der Blütenstiel wird 2,5 bis 8 Zentimeter lang. Er ist an der Basis gelenkartig gebogen. Die Blütenstiele werden 8 bis 25 Millimeter lang und stehen 1 bis 5 Millimeter auseinander.
Blühende Exemplare wurden im Mai und von Oktober bis Dezember und fruchttragende Exemplare wurden im Mai sowie von November bis Dezember gesammelt. Die Blüten sind fünfzählig. Der Kelch wird 1 bis 2 Zentimeter lang, wobei die ersten 2 bis 3 Millimeter als Röhre ausgeformt sind. Er ist mit etwa 11 Millimeter langen und rund 4 Millimeter breiten, spitz zulaufenden Lappen besetzt. Die dicht mit sternförmigen Trichomen behaarte Kelchunterseite ist unbewehrt. Die lila bis violette Krone misst 5 bis 8,5 Zentimeter im Durchmesser, hat eine 12 bis 20 Millimeter lange Röhre und ist sternförmig bis zu mehr als der Hälfte des Weges zur Basis gelappt. Die Kronblätter sind papierartig. Die lanzettförmigen Kronlappen werden 2 bis 3,5 Zentimeter lang und 0,35 bis 0,5 Zentimeter breit, und ihre Unterseite ist im mittleren Teil dicht mit sternförmigen Trichomen behaart. Die Oberseite der Kronlappen ist dicht mit verzweigten, sternförmigen Trichomen besetzt. Die unbehaarten Staubfäden sind zu einer etwa 2,2 Millimeter langen Röhre verwachsen, und der frei stehende Teil ist rund 2 Millimeter lang. Die gelben Staubbeutel werden 11 bis 16 Millimeter lang und rund 1,5 Millimeter breit. Sie öffnen sich durch Poren an den Spitzen, welche sich mit zunehmendem Alter zu Schlitzen vergrößern. Der Fruchtknoten ist leicht mit sternförmigen Trichomen behaart und verkahlt mit der Zeit. Der zylindrische Griffel von männlichen Blüten ist 4 bis 4,4 Millimeter lang und rund 0,2 Millimeter breit, an der Spitze gerade und an der Basis leicht bis mäßig dicht behaart. Der zylindrische Griffel von zwittrigen Blüten ist 16 bis 18 Millimeter lang und rund 1,1 Millimeter breit, an der Spitze stark gebogen und an der Basis leicht bis mäßig dicht behaart. Die kopfförmige Narbe ist zweilappig.
Als Früchte werden zur Reife hin grün gefärbte, saftige Beeren gebildet, welche bei einem Durchmesser von 6 bis 10 Zentimeter elliptisch bis kreisförmig geformt sind. Das dicke Perikarp ist unbehaart und weist verholzte Einschlüsse auf. Die rötlich braunen bis hellbraunen Samen sind bei einer Länge von 4 bis 6,5 Millimetern und einer Breite von 3,5 bis 4 Millimetern abgeflacht-nierenförmig und haben eine runzelige Oberfläche.

## Verbreitung und Lebensraum
Das natürliche Verbreitungsgebiet von Solanum pseudosycophanta umfasst das südliche Ecuador sowie das nördliche Peru. Die Art gedeiht dort in Höhenlagen von 900 bis 1900 Metern. Sie wächst in gestörten, tropischen Übergangs- und Bergwäldern, wo man sie vor allem auf Lichtungen und gerodeten Flächen findet.

## Systematik
Die Erstbeschreibung als Solanum pseudosycophanta erfolgte 2010 durch Frank T. Farruggia in PhytoKeys Nummer 1, Seite 74. Das Artepitheton pseudosycophanta verweist auf die Ähnlichkeit der Art mit Solanum sycophanta.